# 12A và 4H
12A và 4H là một bộ phim truyền hình được thực hiện bởi Trung tâm Phim truyền hình Việt Nam, Đài Truyền hình Việt Nam do Bùi Thạc Chuyên và Trần Quốc Trọng làm đạo diễn. Phim là phiên bản truyền hình từ bộ phim điện ảnh Vĩnh biệt mùa hè ra mắt vào năm 1992. Phim phát sóng lần đầu trong Văn nghệ chủ nhật vào ngày 8 tháng 10 năm 1995 và kết thúc vào ngày 29 tháng 10 năm 1995 trên kênh VTV3.

## Nội dung
12A và 4H xoay quanh câu chuyện về nhóm bạn gái 4H Hạ, Hân, Hoa và Hằng. Tuy có gia cảnh khác nhau nhưng bốn cô chơi rất thân và đều là học sinh giỏi của lớp 12A. Lớp của nhóm 4H có giáo viên dạy Văn kiêm chủ nhiệm mới, đó là thầy Minh, một thầy giáo trẻ kiêm nhà thơ tài hoa. Ở lớp 12A, thầy Minh phải đối mặt với những rắc rối của lứa tuổi học trò mới lớn, lớp thầy chủ nhiệm có rất nhiều cá tính khác nhau, có những em hiền lành ngoan ngoãn như nhóm 4H, nhưng cũng có em mang trong mình tính cách nổi loạn như Ngôn. Năm cuối cùng của đời học sinh cũng chứng kiến những rung động đầu đời của nhóm 4H, Hạ nảy sinh tình cảm với một bạn trai cùng lớp có gia cảnh khó khăn và phải đi đạp xích lô sau giờ học để kiếm sống, Hằng còn gặp rắc rối hơn khi cô dường như đã có tình cảm với thầy Minh chủ nhiệm...

## Diễn viên
- Thu Hương trong vai Hằng
- Huệ Anh trong vai Hạ[1][3]
- An Quý trong vai Hoa[4]
- Thu Hiền trong vai Hân
- Quốc Bảo trong vai Long
- NSƯT Xuân Bắc trong vai Thiện[5]
- Anh Tuấn trong vai Ngôn[4]
- Quốc Khánh trong vai Triệu
- Thanh Bình trong vai Trung
- Thùy Linh trong vai Trinh
- Quang Thanh trong vai Hiển
- Quốc Tuấn trong vai Thầy Minh
- Tú Oanh trong vai Cúc
- Phát Triệu trong vai Thầy Tùng
- Thanh Chi trong vai Thầy An
- Tuyết Mai trong vai Bà hiệu trưởng
- Trọng Khôi trong vai Ông Quang
- Như Quỳnh trong vai Bà Quang
- NSƯT Trọng Trinh trong vai Chú Đăng
- Đức Trung trong vai Ông Trung
- Ngọc Thu trong vai Bà Nga
- Văn Toản trong vai Ông Quyến
- Quốc Trị trong vai Đoàn Hùng
- Hương Dung trong vai Bà Bích
- Quốc Trọng trong vai Thầy Mẫn
- Trọng Phan trong vai Thành viên ban giám hiệu

Cùng một số diễn viên khác...

## Ca khúc trong phim
Bài hát trong phim là ca khúc "Mùa hè đã qua" do Đỗ Hồng Quân phổ nhạc (từ ca khúc Điều chẳng bao giờ lặp lại (Не повторяется такое никогда)) và Minh Thu thể hiện.

## Đón nhận
12A và 4H được coi là bộ phim truyền hình thành công với giá trị nghệ thuật và sáng tạo cao. Câu chuyện gần gũi với lứa tuổi mới lớn của phim cũng đã tạo nên một cơn sốt cho giới học sinh trung học và sinh viên ở Hà Nội vào thời điểm phim trình chiếu. Nhiều nhân vật trong phim đã để lại ấn tượng sâu đậm với khán giả trẻ như vai Ngôn của Anh Tuấn, vai thầy giáo dạy Văn của Quốc Tuấn hay vai Hạ của Huệ Anh. Sau khi phim kết thúc, nhiều nhóm học sinh miền Bắc đã tạo ra trào lưu đặt tên ký hiệu cho những nhóm bạn thân thiết.

## Giải thưởng
| Năm  | Giải thưởng                       | Hạng mục                | (Người) đề cử | Kết quả | Tham khảo |
| ---- | --------------------------------- | ----------------------- | ------------- | ------- | --------- |
| 1995 | Giải thưởng Hội Điện ảnh Việt Nam | Phim truyện truyền hình | —             | Giải A  | [ 16 ]    |